# Thirty
Thirty è un cortometraggio muto del 1915. Il nome del regista non viene riportato.

## Trama
Un giovane giornalista corteggia una bella milionaria che cerca di sfuggirgli. Alla fine il reporter scoprirà che la donna è proprietaria del giornale dove lui lavora.

## Produzione
Il film fu prodotto dalla Essanay Film Manufacturing Company.

## Distribuzione
Distribuito dalla General Film Company, il film - un cortometraggio in due bobine - uscì nelle sale cinematografiche USA l'8 maggio 1915.